# Красносулинський район
Красносулинський райо́н (рос. Красносулинский район) — район у північній частині Ростовської області Російської Федерації. Адміністративний центр — місто Красний Сулін.

## Географія
Район розташований у північно-західній частині області по правому березі річки Сіверський Донець. На півночі межує із Кам'янським районом, на сході — із Білокалитвинським, на півдні — із Октябрським, на південному заході — із Родіоново-Несвітайським районом, на заході — із Луганською областю України.

### Річки Красносулинського району
Річки Красносулинського району належать переважно до сточища правих приток Сіверського Дінця: Лихої (північна частина району) й Кундрючої; та частково — до верхів'їв лівих приток Тузлової на півдні району. Напрям течії Лихої й Кундрючої з заходу на схід, а приток басейну Тузлової — з півночі на південь.
Список річок Красносулинського району:
- (Дон)
  - (Сіверський Донець — п)
    - (Велика Кам'янка — п)
      - Нижнє Провалля (п)

    - Лиха (п)
    - Кундрюча (п)
      - Бургуста (л)
      - Велика Бугутка (Велика Багутка) (л)
      - Гнилуша (л)
        - Велика Гнилуша (л)
          - Мала Гнилуша (п)

  - (Аксай — п)
    - (Тузлова — п)
    - Великий Несвітай (л)
      - Керета (п)
      - Малий Несвітай (л)

    - Грушівка (л)
      - Аюта (п)

## Історія
Сулинський район було утворено 1923 року у складі Донецької губернії УРСР. У 1924 році його було вирішено перевести до складу Північно-Кавказького краю. 1926 року після перейменування Сулина на Красний Сулин район також змінив назву на Красносулинський.
У період 1931–1937 років район двічі ліквідовувався, а центр — місто Красний Сулин виділялося в окрему адміністративну одиницю. 1940 року був утворений Красногвардійський район із центром у селі Соколо-Кундрюченське. 1956 року місто втратило статус обласного підпорядкування і увійшло до Красногвардійського району, стало його центром. При цьому назва була змінена на сучасну. У період 1962 (перед реформою 1962–63) — 1965 років район знову був ліквідованим.

## Населення
Населення району становить 79070 осіб (2013; 81825 в 2010).

## Адміністративний поділ
Район адміністративно поділяється на 3 міських та 12 сільських поселень, які об'єднують 1 місто, 2 смт та 77 сільських населених пункти:
| Поселення                              | Площа, км² | Населення, осіб (2010) | Центр           | Населені пункти |
| -------------------------------------- | ---------- | ---------------------- | --------------- | --------------- |
| Божковське сільське поселення          | -          | 4187                   | Божковка        | 10              |
| Володимировське сільське поселення     | -          | 2633                   | Володимировська | 5               |
| Горнинське міське поселення            | -          | 2511                   | Горний          | 2               |
| Гуково-Гнилушевське сільське поселення | -          | 2161                   | Гуково          | 8               |
| Долотинське сільське поселення         | -          | 2016                   | Молаканський    | 5               |
| Киселевське сільське поселення         | -          | 2830                   | Киселево        | 13              |
| Ковалевське сільське поселення         | -          | 3012                   | Платово         | 5               |
| Комісаровське сільське поселення       | -          | 6679                   | Лихий           | 7               |
| Красносулинське міське поселення       | -          | 40866                  | Красний Сулин   | 1               |
| Михайловське сільське поселення        | -          | 1957                   | Михайловка      | 4               |
| Пролетарське сільське поселення        | -          | 2205                   | Пролетарка      | 5               |
| Садковське сільське поселення          | -          | 3056                   | Садки           | 4               |
| Табунщиковське сільське поселення      | -          | 2721                   | Табунщиково     | 5               |
| Углеродовське міське поселення         | -          | 2510                   | Углеродовський  | 1               |
| Ударниковське сільське поселення       | -          | 2481                   | Пригородний     | 4               |

### Найбільші населені пункти
| №  | Населений пункт  | тип н/п | Населення, осіб (2010) | Поселення           |
| -- | ---------------- | ------- | ---------------------- | ------------------- |
| 1  | Красний Сулин    | місто   | 40 866                 | Красносулинське     |
| 2  | Лихий            | хутір   | 3 162                  | Комісаровське       |
| 3  | Углеродовський   | смт     | 2 510                  | Углеродовське       |
| 4  | Горний           | смт     | 2 408                  | Горнинське          |
| 5  | Табунщиково      | село    | 2 006                  | Табунщиковське      |
| 6  | Платово          | хутір   | 1 924                  | Ковалевське         |
| 7  | Садки            | хутір   | 1 863                  | Садковське          |
| 8  | Тополевий        | селище  | 1 522                  | Божковське          |
| 9  | Божковка         | хутір   | 1 166                  | Божковське          |
| 10 | Володимировська  | станиця | 1 108                  | Володимировське     |
| 11 | Пролетарка       | хутір   | 1 026                  | Пролетарське        |
| 12 | Черевково        | селище  | 995                    | Ударниковське       |
| 13 | Розет            | селище  | 945                    | Комісаровське       |
| 14 | Тацин            | хутір   | 945                    | Комісаровське       |
| 15 | Первомайський    | селище  | 922                    | Долотинське         |
| 16 | Пригородний      | селище  | 884                    | Ударниковське       |
| 17 | Чичерино         | селище  | 854                    | Комісаровське       |
| 18 | Киселево         | село    | 805                    | Киселевське         |
| 19 | Велика Федоровка | хутір   | 797                    | Володимировське     |
| 20 | Михайловка       | хутір   | 796                    | Михайловське        |
| 21 | Молаканський     | хутір   | 694                    | Долотинське         |
| 22 | Комісаровка      | хутір   | 656                    | Комісароське        |
| 23 | Гуково           | хутір   | 646                    | Гуково-Гнилушевське |
| 24 | Зайцівка         | хутір   | 613                    | Садковське          |
| 25 | Марс             | хутір   | 603                    | Гуково-Гнилушевське |
| 26 | Дудкино          | хутір   | 561                    | Садковське          |
| 27 | Замчалово        | станція | 541                    | Ковалевське         |
| 28 | Прохоровка       | село    | 525                    | Пролетарське        |

## Економіка
Район є частиною у системі Донецького кам'яновугільного басейну. Саме тому найбільшого розвитку набула промисловість — 84,2 %. У сфері матеріального виробництва працюють понад 160 підприємств.

## Культура
У районі розташовані храми Шахтинської єпархії:
- Храм Святої рівноапостольної княгині Ольги у смт Горний
- Храм Різдва Пресвятої Богородиці на хуторі Садки
- Храм Святителя Миколи Чудотворці на хуторі Гуково
- Храм Святителя Миколи Чудотворця а хуторі Лихий

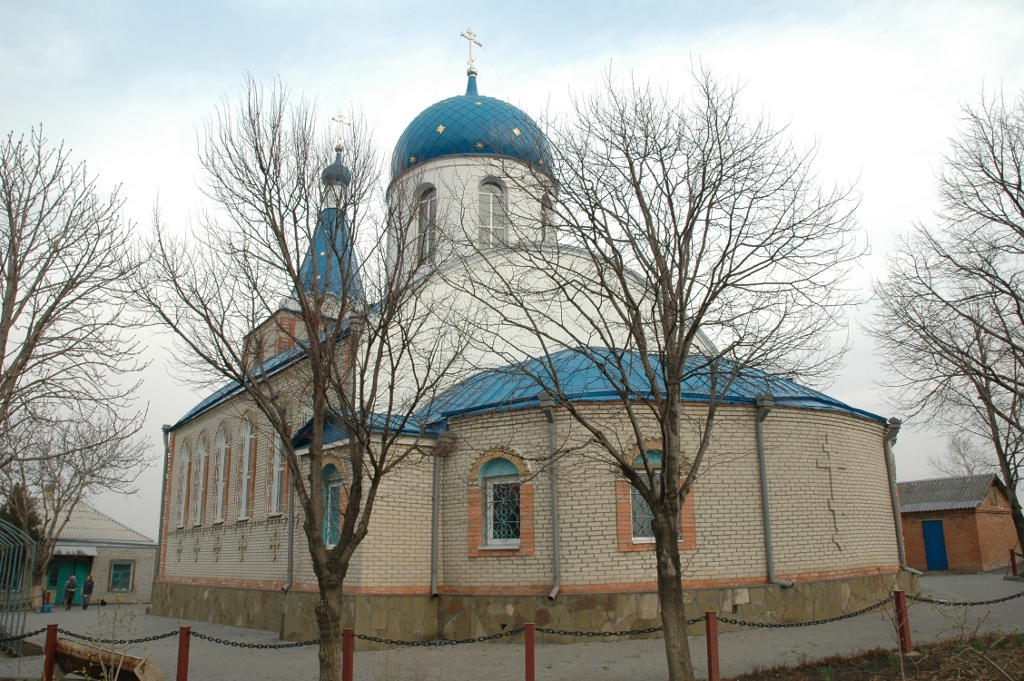
Храм на хуторі Гуково
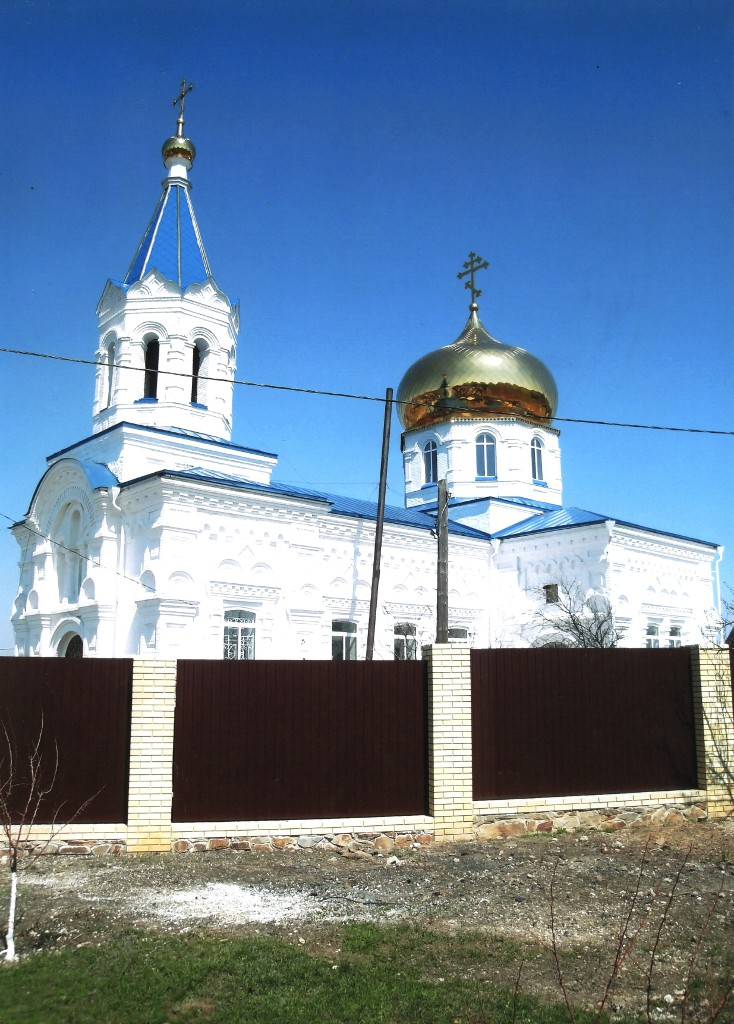
Храм на хуторі Лихий